# Fernando Pulido Goncer
Fernando Pulido Goncer (3 de maig de 1912, Madrid - 15 de juny de 2005, Madrid) fou un militar espanyol de l'arma de Cavalleria que, essent tinent, formà part del grup de militars anomenats Jinetes de Alcalá i que s'avalotà contra el govern de la Segona República Espanyola el 1936 a Mallorca. Els primers mesos de la Guerra Civil participà en la formació de les milícies falangistes, en la repressió de membres i simpatitzants del Front Popular (detencions il·legals, tortures i assassinats) i en la defensa contra el desembarcament de Mallorca per part de tropes republicanes. Ascendí fins a general de brigada i fou director de l'Escola d'Aplicació de Cavalleria i Equitació de l'Exèrcit.

## República
Era l'únic fill de José Pulido López (1873-1970), coronel de Cavalleria i d'Eloísa Goncer Ramón, casats a Madrid el 1906. Es casà amb María Concepción Mac-Crohon y Jarava Acedo-Rico Muñoz de Aceval. Tengueren nou fills. El 1929 entrà a l'Acadèmia General Militar. El juliol de 1933 fou ascendit a tinent. El 1936 estava destinat al regiment de Calatrava, núm. 2.

## Guerra Civil

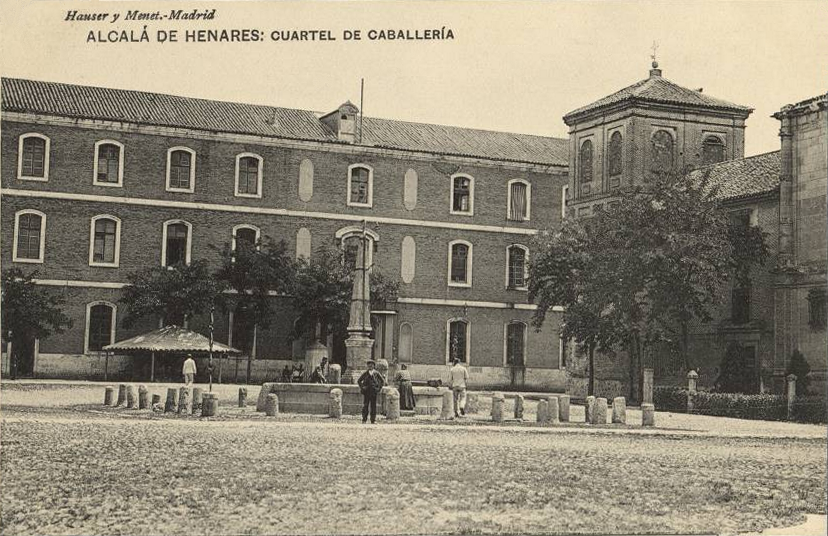
Quarter de Cavalleria del Príncep, dit de san Diego, a Alcalà de Henares, cap el 1912

Formà part dels anomenats Jinetes de Alcalá, un grup de militars de l'arma de Cavalleria adscrits als Regiments de Caçadors de Calatrava, núm. 2, i de Villarrobledo, núm. 3, destinats a Alcalá de Henares, que a finals de juny de 1936 foren confinats al castell de Sant Carles de Palma, Mallorca. El Govern de la Segona República aprofità uns greus incidents entre soldats i membres de partits d'esquerra per fer neteja de conspiradors d'ambdós regiments. Al castell de Sant Carles conegueren al cap de la Falange Española a Mallorca, Alfonso de Zayas, que també estava empresonat i que els posà amb contacte amb els militars que s'havien d'aixecar contra la República. Quan es produí el pronunciament militar del 18 de juliol de 1936, aquests militars es posaren a les ordres dels avalotats. Pulido participà en la formació de les milícies falangistes, en la repressió de membres i simpatitzants del Front Popular (detencions il·legals, tortures i assassinats) i en els enfrontaments contra les tropes republicanes desembarcades a Mallorca l'agost de 1936. Després d'uns mesos a Mallorca retornà a la península, fou ascendit a capità i l'abril de 1937 fou destinat al 7è cos de l'exèrcit.

## Dictadura
El 1945 havia ascendit a comandant i fou nomenat ajudant de camp del general de brigada d'Enginyers Joaquín Lahuerta, Director de l'Acadèmia d'Aplicació d'Enginyers i Transmissions de l'Exèrcit. El 1954 fou nomenat professor de l'Escola d'Equitació. El 1958 fou ascendit a tinent coronel. El 1962 fou destinat a l'Agrupació Blindada Villaviciosa, núm. 14, a Alcalá de Henares. El 1965 estava destinat a l'Escola d'Aplicació de Cavalleria i Equitació de l'Exèrcit. El 1968 li concediren la Creu del Mèrit Militar de 2a classe amb distintiu blanc. El 1968 és ascendit a coronel i destinat a la Prefectura de l'Agrupació Logística núm. 2 a Sevilla. El 1969 passa a l'Escola d'Aplicació de Cavalleria. El 1971 fou ascendit a general de brigada i nomenat subinspector de Cavalleria de les regions militars 2a, 3a i 9a, i li concediren la Creu de la Reial i Militar Orde de Sant Hermenegild. Entre 1972 i 1974 dirigí l'Escola d'Aplicació de Cavalleria i Equitació de l'Exèrcit. El 1974 fou nomenat subdirector general de Protecció Civil fins al 1978 que passà a la situació de reserva.